# Matthew Labyorteaux
Matthew Labyorteaux (Los Angeles, 8 december 1966) is een Amerikaanse acteur die zowel op televisie als in films heeft gespeeld. Hij is vooral bekend door zijn rol als Albert Quinn Ingalls in de populaire televisieserie Little House on the Prairie in de periode 1976-1983. Hij speelde ook in de slechts kort lopende televisieserie Whiz Kids. Labyorteaux speelde daarnaast nog in enkele televisiefilms.
Labyorteaux' bekendste filmrol was die in de film Deadly Friend uit 1986. Hij speelde hierin Paul Conway, een jonge genie die een hersendood meisje weer tot leven wekt door een chip van een door hem gemaakte robot. Labyorteaux' stem is ook gebruikt in diverse videogames.
Hij had gastoptredens in televisieprogramma's als The Bob Newhart Show, Lou Grant, The Love Boat, Night Court, Silk Stalkings en Spider-Man.
Matthew is de geadopteerde broer van acteur Patrick Labyorteaux en actrice Jane Labyorteaux, en is de geadopteerde zoon van Frances Labyorteaux.

## Filmografie
- Amazing Stories: Book Five (1992)
- The Last to Go (1991)
- Deadly Friend (1986)
- Shattured Spirits (1986)
- Little House: Look Back to Yesterday (1983, tv)
- Tarantulas: The Deadly Cargo (1977, tv)
- The Red Hand Gang (1977)
- A Circle of Children (1977, tv)
- Little House on the Prairie (1976-1983, tv-serie)
- A Woman Under the Influence (1974)